# Sophie Jaffé

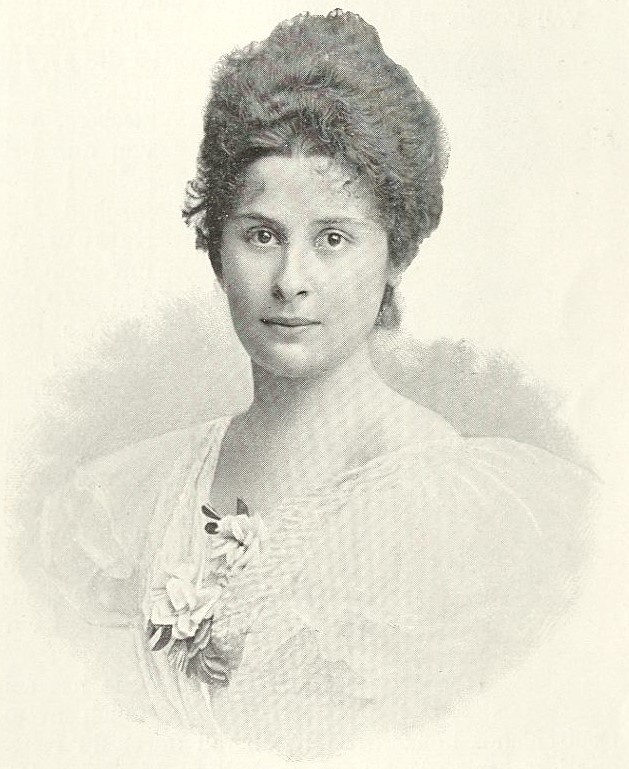
Sophie Jaffé (vor 1899)

Sophie Jaffé (geboren 26. Februar 1872 in Odessa, Russisches Kaiserreich; gestorben nach 1914) war eine russische Violinistin.  

## Leben
Sophie Jaffés Lebensdaten sind nicht gesichert, ihr Geburtsjahr wird auch mit 1873 angegeben, ihr späteres Leben ist unbekannt. 
Jaffé war zunächst Schülerin von Leopold Auer am Sankt Petersburger Konservatorium. Auf Anraten von Pablo de Sarasate wechselte sie an das Pariser Konservatorium, wo sie von Lambert Joseph Massart, Eugène Sauzay und Henri Berthelier Unterricht erhielt. Ab 1892 tourte sie als Violinistin durch Europa.
Auf ihrem Programm standen häufig das 5. Violinkonzert a-Moll op. 37 von Henri Vieuxtemps, Le Souvenir de Moscou Op.6 von Henryk Wieniawski, die Teufelstriller-Sonate von Giuseppe Tartini. 
Für den Violinisten Carl Flesch war sie in ihrer Zeit die bedeutendste Violinvirtuosin. Nach Fleschs Angaben heiratete sie 1899 und trat danach nicht mehr öffentlich auf. Flesch traf sie nochmals während des Ersten Weltkriegs in Zürich, danach gibt es von ihr keine Nachricht mehr. 